# Afrikaanse dwergaalscholver
De Afrikaanse dwergaalscholver (Microcarbo africanus, synoniem: Phalacrocorax africanus) is een vogel uit de orde van Suliformes.

## Verspreiding en leefgebied
Deze soort komt wijdverspreid voor in Afrika en telt twee ondersoorten:
- M. a. africanus: Afrika bezuiden de Sahara.
- M. a. pictilis: Madagaskar.